# Chester Gap
Chester Gap – jednostka osadnicza w Stanach Zjednoczonych, w stanie Wirginia, w hrabstwie Rappahannock.